# قاعة 3 مارس
قاعة 3 مارس عبارة عن صالة مغلقة لكرة السلة بسعة 1,500 مقعدا تقع في الحسيمة. تستضيف سنويا مباريات فريق شباب الريف الحسيمي لكرة السلة.

## وصلات خارجية
- (بالعربية) صفحة قاعة 3 مارس على موقع كووورة